# برودریک جانسن
برودریک جانسن (انگلیسی: Broderick Johnson) تهیه‌کننده فیلم اهل ایالات متحده آمریکا و مدیرعامل الکان انترتینمنت است.
از فیلم‌ها یا مجموعه‌های تلویزیونی که وی در آن‌ها نقش داشته‌است می‌توان به بلید رانر ۲۰۴۹، نقطه کور و گستره اشاره نمود.